# 5891 Gehrig
Az 5891 Gehrig (ideiglenes jelöléssel 1981 SM) a Naprendszer kisbolygóövében található aszteroida. Antonín Mrkos fedezte fel 1981. szeptember 22-én.